# Мануель Селая
Хосе́ Мануе́ль Села́я Роса́лес (ісп. José Manuel Zelaya Rosales; нар. 20 вересня 1952) — гондураський політик, був обраний президентом Гондурасу 2005 року. Чоловік чинної президента Гондурасу Сіомари Кастро. Був п'ятим президентом від Ліберальної партії. Хоча обирався, як консервативний кандидат, з часом змінив свої погляди на ліві, зробив спробу продовжити термін свого президентства шляхом референдуму. Політика Селаї створила значні протиріччя серед гондураського правлячого класу та навіть членів партії влади. Під час конституційної кризи 28 червня 2009 року був усунутий від влади за рішенням верховного суду країни, в ході подій, що були визнані його прибічниками, ООН та майже всіма країнами світу державним переворотом.

## Життєпис
Мануель Селая був найстаршим з чотирьох дітей у родині його батьків, землевласників з півдня країни. Після закінчення середньої релігійної школи у столиці Тегусігальпі вступив на інженерний факультет Національного університету Гондурасу (UNAH), але залишив його на четвертому курсі, не закінчивши повний курс навчання і почав допомагати батькові на ранчо. Ще в університеті зайнявся підприємницькою діяльністю в агробізнесі, зокрема в обробці деревини та скотарстві. З часом став одним з найзаможніших землевласників в департаменті Оланчо та всій країні. Наприкінці 1980-х років був головою гондураської ради з підприємництва і національної ради деревопереробних підприємств.

### Політична діяльність
1970 року Мануель Селая вступив до лав Ліберальної партії (PLH), спочатку як координатор і консультант у рідному департаменті, а згодом став одним з активних членів партії. Від цієї ж партії він тричі обирався до Національного конгресу у 1985–1998 роках. В парламенті був членом комітету з природних ресурсів країни, а також секретарем правління Національного конгресу. В урядах, сформованих Ліберальною партією обіймав посади міністра інвестицій, відповідав за Гондураський фонд соціальних інвестицій (FHIS).
2005 року Ліберальна партія висунула Селаю як свого кандидата на президентських виборах, у яких він переміг кандидата від Національної партії. 27 січня 2006 року він склав присягу і став президентом країни. У середині свого президентського терміну Мануель Селая всупереч політиці власної партії раптом заявив, що дотримуватиметься лівих, соціалістичних поглядів у внутрішній та зовнішній політиці. Зокрема, 2007 року уряд Селаї значно зблизився з соціалістичними урядами Венесуели, Куби, Нікарагуа та приєднався до альтернативного, регіонального об'єднання ALBA («Боліваріанська альтернатива для нашої Америки»).
Найбільші суперечки між Мануелем Селаєю та іншими гілками влади Гондурасу мали місце 2009 року, коли його термін президентства добігав кінця. Президент, зокрема, виступив з ініціативою скасувати обмеження термінів президентської посади і затвердити ці зміни шляхом референдуму. Ця ініціатива, однак була визнана протиправною Верховним судом, парламентом і навіть власною партією президента. Допомагати президентові у проведенні протиправного референдуму також відмовились і збройні сили країни. Попри опозицію Селая мав намір провести референдум, що призвело до державного перевороту 28 червня 2009 року, в результаті якого його було вислано з країни до Коста-Рики, усунуто з посади рішенням парламенту і встановлено нового тимчасового президента країни — Роберто Мічелетті.
Військовий переворот в Гондурасі засудила Генеральна асамблея ООН й уряди більшості країн світу, що зажадали повернути владу законно обраному президентові. Проте всі спроби перемовин із путчистами щодо повернення Селаї до країни зазнали невдачі.
29 листопада 2009 року в країні було проведено чергові президентські вибори, на яких переміг лідер правої Національної партії, фермер Порфіріо Лобо Соса. Багато країн Латинської Америки, включаючи Бразилію, не визнали результатів цих виборів. Натомість Сполучені Штати заявили, що президентські вибори є важливими кроком у розв'язанні політичної кризи в Гондурасі.
Повалений президент понад чотири місяці переховувався на території посольства Бразилії в Тегусігальпі. 27 січня 2010 Селая після завершення терміну своїх повноважень і складання присяги новим президентом, залишив посольство і поїхав до аеропорту в супроводі президента Домініканської республіки Леонеля Фернандеса та Порфіріо Лобо, новообраного президента Гондурасу, вирушивши до Домініканської республіки.